# Viaduc des boulevards de Grenelle, Garibaldi et Pasteur
Le viaduc des boulevards de Grenelle, Garibaldi et Pasteur est un viaduc ferroviaire français à Paris. Cet ouvrage d'art supporte une partie de la ligne 6 du métro de Paris dans le 15e arrondissement de Paris. Les stations Bir-Hakeim, Dupleix, La Motte-Picquet - Grenelle, Cambronne et Sèvres - Lecourbe y disposent d'arrêts aériens.

## Situation ferroviaire
Le viaduc occupe le terre-plein central du boulevard de Grenelle, du boulevard Garibaldi et la partie nord-ouest du boulevard Pasteur, entre le pont de Bir-Hakeim et la station de métro Pasteur
avant laquelle la ligne redevient souterraine.

## Caractéristiques
Le viaduc est constitué d'une structure métallique s'appuyant sur des piliers qui supportent le tablier sur lequel reposent les voies du métro. À chaque station, les piliers sont décorés avec des guirlandes et des cornes d’abondance et sont frappés des armes de la Ville de Paris ou du globe terrestre.